# 文祥

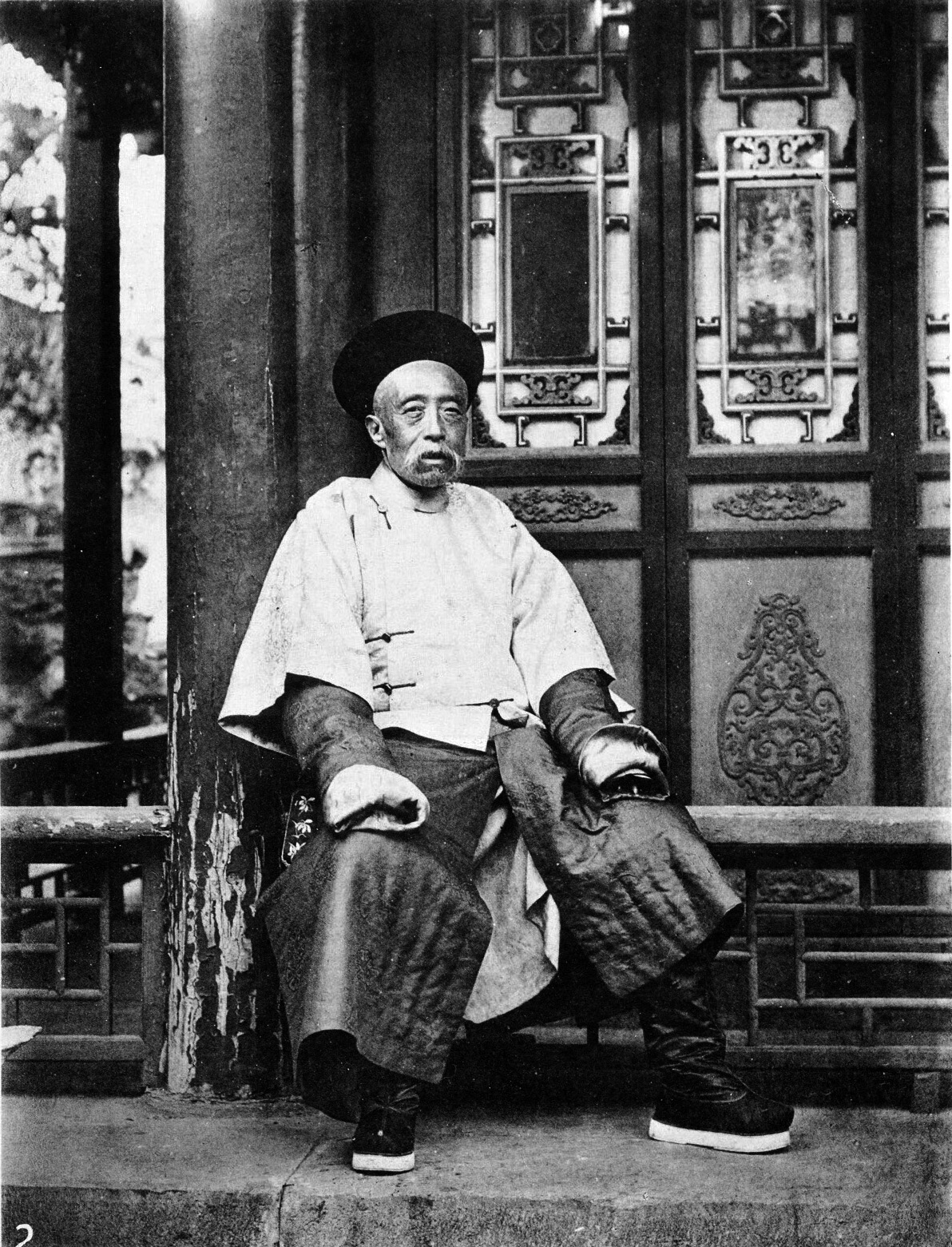
文祥

文祥（ぶんしょう、ウェンシャン、満洲語: ᠸᡝᠨᠰᡞᠶᠠᠩ　転写：wensiyang、1818年 - 1876年）は、清末の政治家。字は博川、号は子山。盛京（現在の瀋陽）出身。満州正紅旗人。グワルギャ氏（gūwalgiya hala、瓜爾佳氏）。同族に栄禄がいる。洋務運動を推進した。

## 経歴
道光25年（1845年）、進士となり工部に配属される。太平天国の北伐の際に北京一帯の職人達が逃亡したため、臨時保安所の設立に派遣された。咸豊4年（1854年）に工部員外郎、翌咸豊5年（1855年）には郎中に昇進。さらに咸豊8年（1858年）には内閣学士、翌咸豊9年（1859年）には軍機大臣に昇進した。
アロー戦争では咸豊帝が熱河に逃亡した後、桂良と恭親王奕訢を助けて各国と交渉を行った。戦後は総理各国事務衙門設立の提案に関わっている。咸豊11年（1861年）、粛順が辛酉政変で処刑された際は、東太后と西太后との垂簾聴政を上奏したため重用され、死に至るまで軍機大臣と総理衙門大臣の職にあった。
他に都察院左都御史、工部尚書、吏部尚書、協弁大学士などの職も兼ねた。その間、洋務運動の推進と西洋諸国との外交で重要な役割を果たし、同治13年（1874年）から光緒元年（1875年）の海防・塞防論争では左宗棠を支持した。勤勉かつ清廉な人物で、生活は非常に質素なものであったという。死後、文忠の諡号を贈られた。